# Шмарца
Шмарца (словен. Šmarca) — поселення в общині Камник, Осреднєсловенський регіон, Словенія. Висота над рівнем моря: 348,7 м.